# Зрение лошади

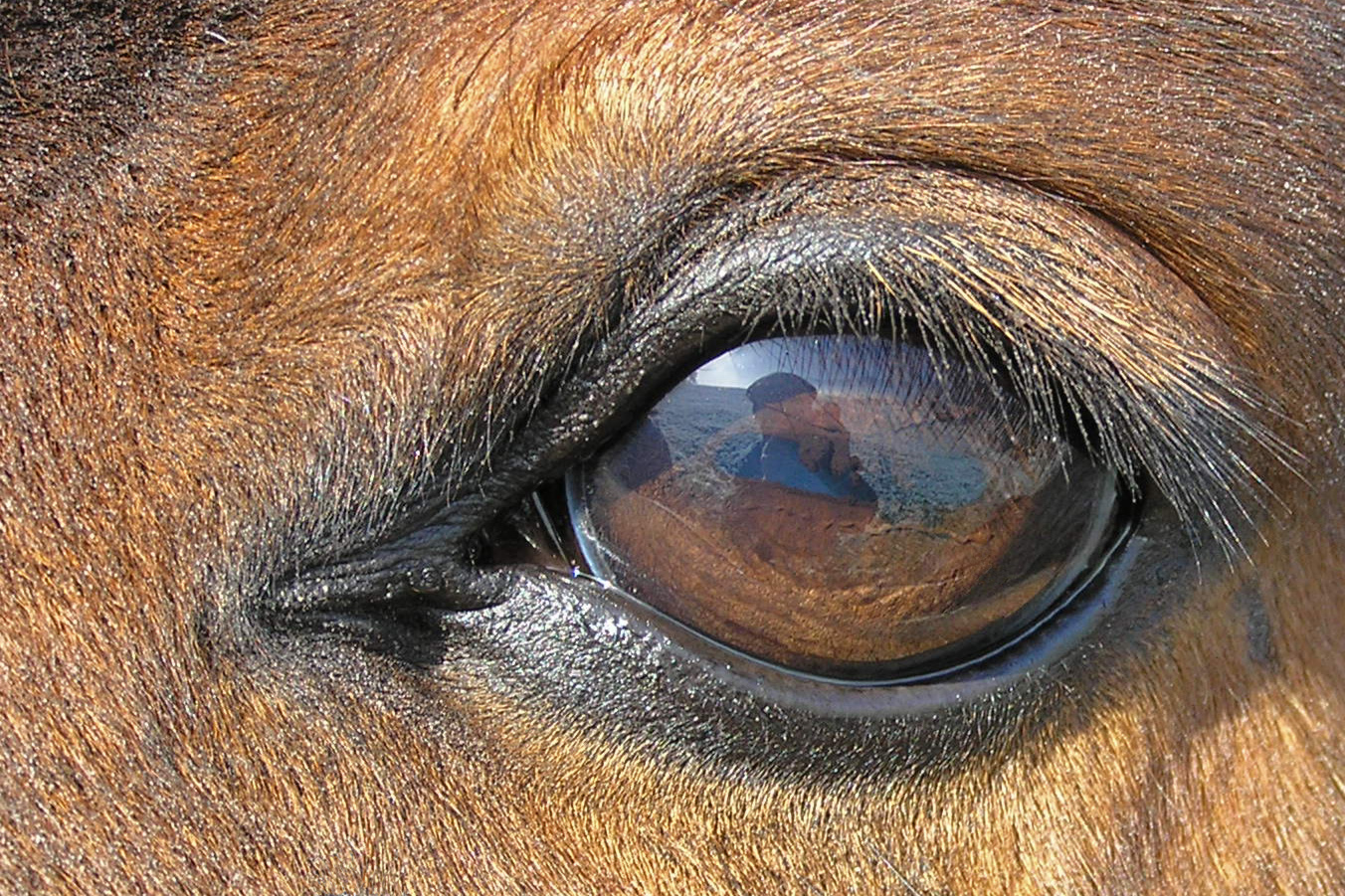
Глаз лошади

Лошади обладают самыми крупными глазами среди наземных млекопитающих. Зрительные способности напрямую связаны с их поведением и тем фактом, что лошадь — это животное, которое спасается бегством. При обучении лошадей необходимо учитывать как сильные, так и слабые стороны их зрительных способностей, а понимание устройства и функционирования лошадиного глаза может помочь понять, почему животное ведет себя определённым образом в той или иной ситуации.

## Анатомия глаза лошади
Лошадиный глаз включает глазное яблоко, окружающие его мышцы и структуры вокруг глазного яблока, так называемые прилежащие органы.

### Глазное яблоко
Глазное яблоко лошади представляет собой не идеальный шар, оно уплощено в направлении спереди назад. Однако исследования показали, что у лошади не наклонная сетчатка, как считалось прежде.
Стенка глаза состоит из трех слоёв: внутренней или сетчатой оболочки, сосудистой и фиброзной оболочки.
- Сетчатая оболочка (или сетчатка) состоит из клеток, связанных с мозгом посредством зрительного нерва. Эти рецепторы чувствительны к свету и включают менее светочувствительные колбочки, которые позволяют видеть цвета и обеспечивают остроту зрения, и палочки, которые более светочувствительны и способствуют ночному видению, но способны различать лишь свет и темноту. Так как только две трети глаза может воспринимать свет, нет необходимости в том, чтобы рецепторные клетки покрывали всю внутреннюю часть глаза, поэтому они расположены только на линии от зрачка до диска зрительного нерва. Часть сетчатки, которая покрыта светочувствительными клетками, называется лат. pars-optica retinae, а слепая часть глаза лат. pars-ceaca retinae. Диск зрительного нерва глаза не содержит светочувствительных клеток: это место, где зрительный нерв выходит из мозга, и слепое пятно в глазу[4].
- Сосудистая оболочка (или увеальный тракт) состоит из хоироидеи, цилиарного тела и радужки. В хориоидее содержится много пигмента, она почти полностью состоит из кровеносных сосудов. В нижней части глаза она образует тапетум, который обуславливает желтовато-зелёное свечение глаз, при освещении глаза животного в ночное время. Тапетум отражает свет обратно на сетчатку, что улучшает сумеречное зрение. Радужка расположена между роговицей и хрусталиком, и не только придаёт глазам цвет (см. «Цвет глаз» ниже), но также позволяет изменять количество света, проходящего через его центральное отверстие, зрачок[4].
- Фиброзная оболочка состоит из склеры и роговицы и защищает глаз. Склера (белая часть глаза) состоит из эластина и коллагена. Роговица (прозрачное покрытие передней части глаза) состоит из соединительной ткани и омывается слёзной жидкостью и водянистой влагой, которые обеспечивают её питанием, поскольку она не имеет доступа к кровеносным сосудам.
- Хрусталик глаза расположен позади радужки и подвешен на цилиарной поддерживающей связке и ресничной мышце, которые обеспечивают аккомодацию: это позволяет хрусталику менять форму, чтобы сфокусироваться на различных объектах. Хрусталик состоит из нескольких слоёв ткани[4].

#### Цвет глаз

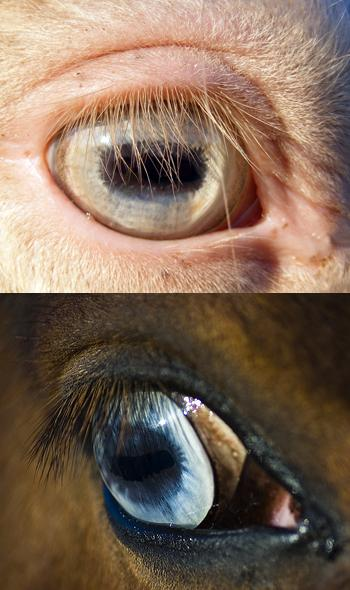
Гомозиготный двойной ген крема обуславливает светло-голубые глаза.

У большинства лошадей глаза тёмно-коричневые, но радужка бывает разных цветов, включая голубой, светло-коричневый, жёлтый и зелёный. Голубые глаза не являются редкостью, они связаны с наличием белых отметин или пегой мастью. У лошадей с белыми отметинами полностью или частично голубыми могут быть как оба, так и один глаз.
У лошадей с гомозиготным геном крема всегда светло-голубые глаза и бледная изабелловая масть. Гетерозиготный ген крема у лошадей обуславливает масти паломино и буланую и зачастую светло-коричневые глаза. Глаза лошадей с шампанским геном обычно имеют зеленоватый оттенок: при рождении они имеют цвет морской волны, а с возрастом становятся светло-коричневыми.
Как и у людей, у лошадей генетика и этиология, ответственные за цвет глаз, ещё не вполне ясны.

### Прилежащие органы

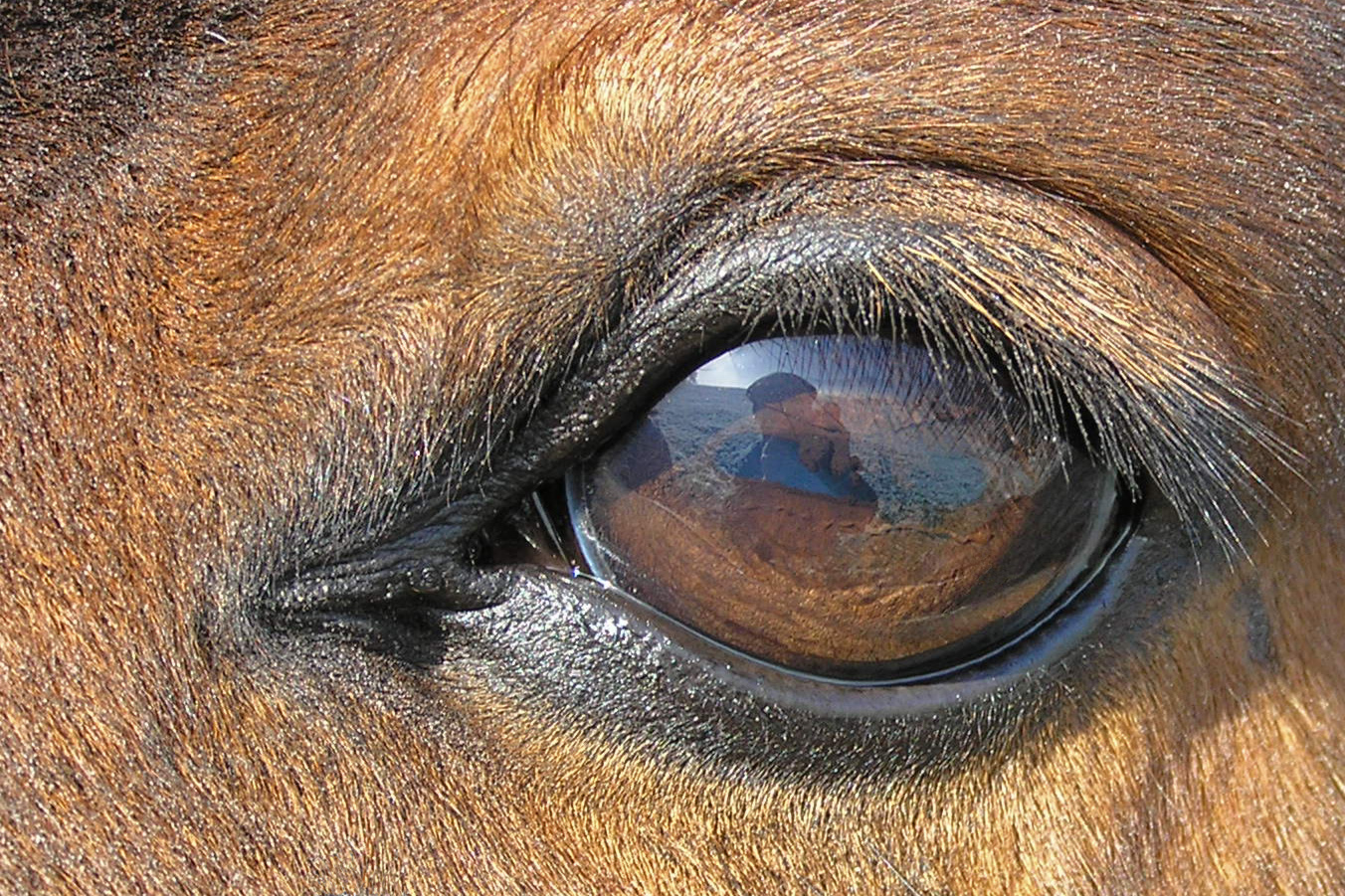
Третье веко относится к прилежащим органам глаза (видно в левом углу)

Веки состоят из трёх слоев тканей: тонкого слоя кожи, покрытой волосами, слоя мышц, которые открывают и закрывают веко и конъюнктивы, лежащей на глазном яблоке. Между веками образуется глазная щель. Верхнее веко крупнее и подвижнее по сравнению с нижним. В отличие от людей, у лошадей имеется третье веко (мигательная перепонка), защищающее роговицу. Оно расположено во внутреннем углу глаза и закрывается по диагонали.
Слёзный аппарат вырабатывает слёзы, обеспечивая питание и увлажнение глаз, а также помогает удалять любой сор, который может в него попасть. Этот аппарат включает в себя слёзную железу и слёзных канальцев. Смежаясь, веки распределяют слёзную жидкость по глазу, после чего она через носослёзный канал стекает в ноздрю лошади.
Глазные мышцы позволяет глазу двигаться внутри глазницы.

## Зрительные способности лошади

### Зрительное поле

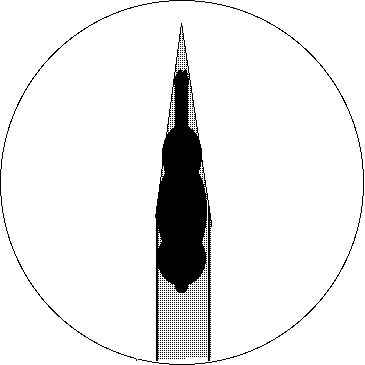
Диапазон монокулярного зрения лошади, тёмным цветом обозначены слепые пятна

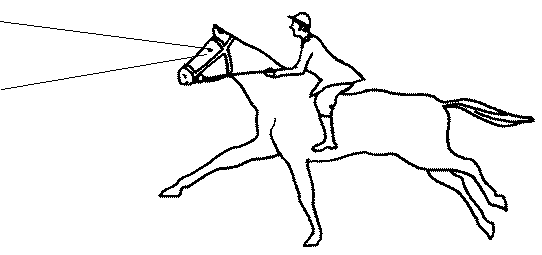
Поднимая голову, лошадь может использовать бинокулярное зрение, чтобы сфокусироваться на удалённых предметах,

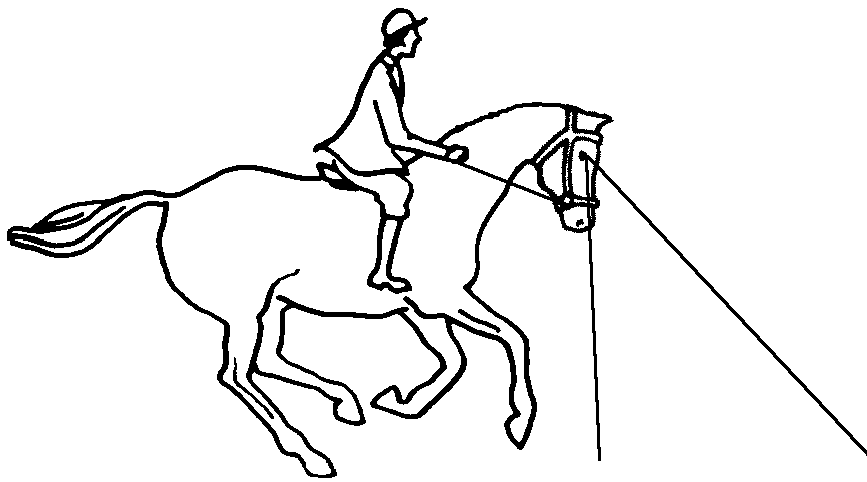
У лошади с поднятой вертикально головой поле бинокулярной фокусировки находится под ногами.

Как и у большинства животных-жертв, глаза лошади расположены по бокам головы, что обеспечивает зрительное поле почти 350°. Поле бинокулярного видения составляет приблизительно 65°, а оставшиеся 285° приходятся на монокулярное зрение.
Такое широкое зрительное поле повышает шанс обнаружить хищника. У лошадей имеется два «слепых пятна»: «конус», который начинается перед носом и доходит до точки на расстоянии примерно 90—120 см перед лошадью, и зона прямо позади головы, которая проходит по спине и за хвостом, если голова лошади обращена строго вперёд. Когда лошадь преодолевает препятствие, оно ненадолго исчезает из её поля видимости прямо в момент прыжка.
Широкий диапазон монокулярного зрения имеет обратную сторону: расположение глаз лошади уменьшает поле бинокулярного зрения примерно до 65° в горизонтальной плоскости, оно имеет форму треугольника перед головой лошади. Поэтому у лошадей меньшая глубина восприятия, чем у человека. Лошади используют бинокулярное зрение, глядя прямо на объект. Вглядываясь вдаль, они поднимают голову. Чтобы рассмотреть с помощью бинокулярного зрения ближние объекты, лежащие на земле, лошадь опускает нос и смотрит вниз, слегка изогнув шею.
Лошадь поднимает или опускает голову, чтобы увеличить диапазон бинокулярного зрения. Поле зрения лошади уменьшается, когда она идёт «в поводу» и держит голову перпендикулярно земле. При этом в поле её бинокулярного видения в большей степени попадают объекты, расположенные непосредственно у нее под ногами. В конкуре всадники учитывают эту особенность и дают возможность своим лошадям поднять голову за несколько шагов до прыжка, чтобы животные смогли оценить препятствие и правильно оттолкнуться от земли.

### Острота зрения и чувствительность к движению
Острота зрения лошади, то есть насколько хорошо она может видеть детали, составляет 20/33. Это немного хуже, чем обычно у человека (20/20), но гораздо лучше, чем у собак (20/75) и кошек (20/100). Однако, точно оценить остроту зрения у животных довольно трудно, поэтому в разных исследованиях приводят различные данные.
В пределах сетчатки у лошадей имеется «зрительная полоса» или область с высокой концентрацией ганглиозных клеток (до 6100 клеток/мм2 по сравнению с 150 и 200 клеток/мм2 в периферийной зоне). Лошади лучше видят объекты, когда они попадают в эту область.
Лошади очень чувствительны к движению, которое в дикой природе, как правило, является первым сигналом приближения хищника. Заметив движение периферийной зоной с низкой остротой зрения, лошади чаще всего обращаются в бегство.

### Цветовое зрение

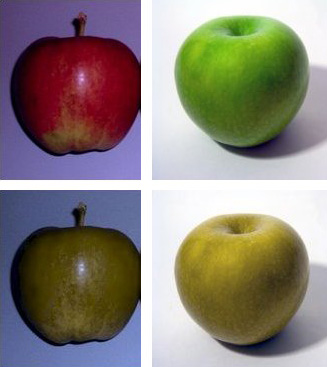
Как лошадь видит красное или зеленое яблоко (внизу) по сравнению с восприятием большинства людей (сверху)

У лошадей дихроматическое зрение. Это означает, что они видят две из трёх основных длин волн видимого света, по сравнению с большинством людей, обладающим трихроматическим зрением. Они видят синий и зелёный цвета спектра и их цветовые вариаций, но не различают красный. Исследования показывают, что их цветовое зрение напоминает дальтонизм у человека, когда некоторые цвета, особенно красный и его оттенки, воспринимаются как зелёный.
При разработке препятствий для конкура иногда учитывают ограниченную способность лошадей видеть цвета, поскольку животному будет труднее отличить препятствие от земли, если они приблизительно одного цвета. Исследования показали, что лошади реже сбивают планку во время прыжка, если она окрашена не однотонно, а в два или более контрастных цвета. Особенно трудно лошадям различать жёлтый и зелёный цвета.

### Чувствительность к свету

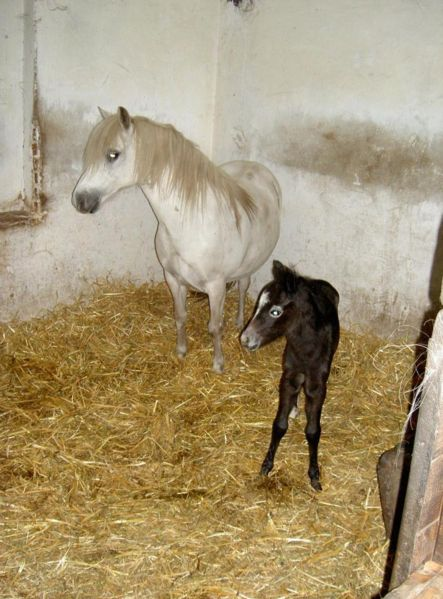
У кобылы и жеребёнка глаза светятся отражённым светом

Превосходное ночное видение лошадей объясняется тем, что у них в сетчатке содержится больше палочек, чем у людей, соотношение палочек к колбочкам составляет около 20:1, а также наличием тапетума. Лошади лучше видят в слегка пасмурные, чем в относительно светлые, солнечные дни. В 2009 году в лабораторном исследовании лошади были в состоянии различить формы в условиях низкой освещённости, включая уровень, имитирующий тёмную безлунную ночь в лесистой местности. Когда свет почти полностью погас, лошади не смогли различать разные формы, но продолжали ориентироваться в огороженном пространстве с оборудованием для исследования, тогда как люди в этом же помещении «натыкались на стены, предметы и саму лошадь».
Однако лошади хуже приспосабливаются к резким перепадам света по сравнению с людьми, например, при переходе с улицы в тёмную конюшню. Это следует учесть во время тренировки, поскольку определённые задачи, такие, как погрузка в трейлер, может напугать лошадь просто потому, что она не способна видеть должным образом.

### Близорукость и дальнозоркость
У многих домашних лошадей (примерно у трети) миопия (близорукость), у небольшой части — дальнозоркость. Однако дикие лошади, как правило, дальнозоркие.

### Аккомодация
У лошадей относительно плохая аккомодация из-за слабой цилиарной мышцы. Однако для них это не представляет серьёзной проблемы, поскольку аккомодация чаще нужна при острой фокусировке на близкие предметы, с чем они сталкиваются нечасто. Ранее считали, что, чтобы сфокусироваться, лошадь слегка наклоняет голову, однако более поздние данные свидетельствуют о том, что движения головы связаны с использованием бинокулярного поля, а не с фокусировкой.

## Заболевания глаз

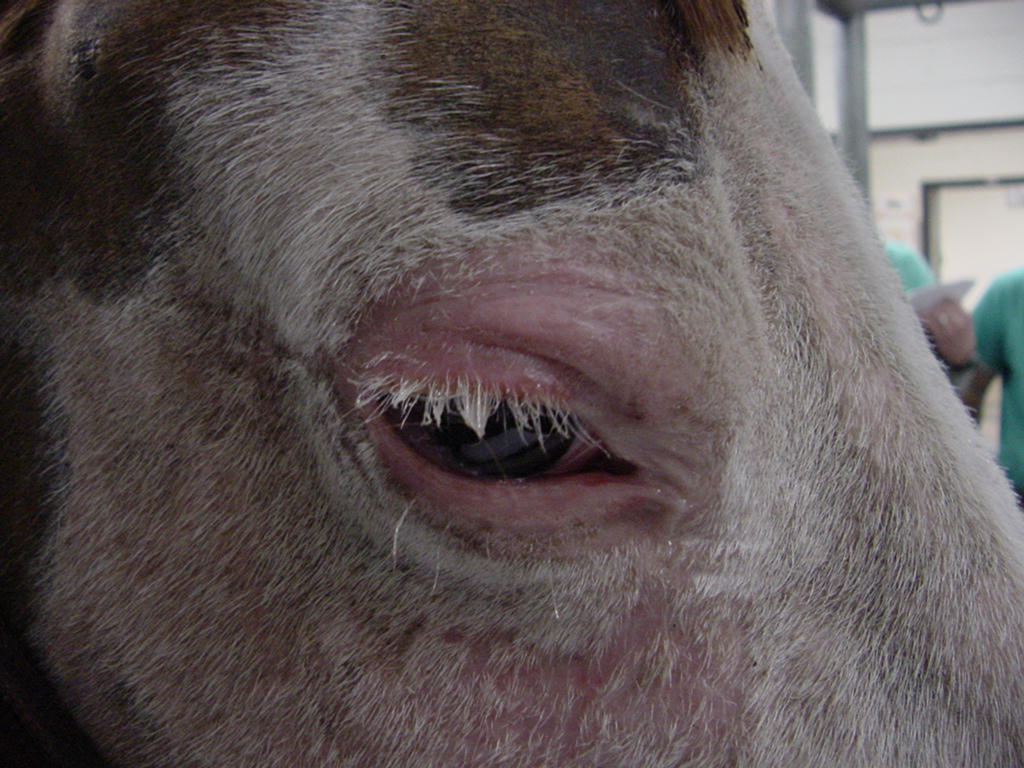
Лошадь с солнечной кератозной карциномой

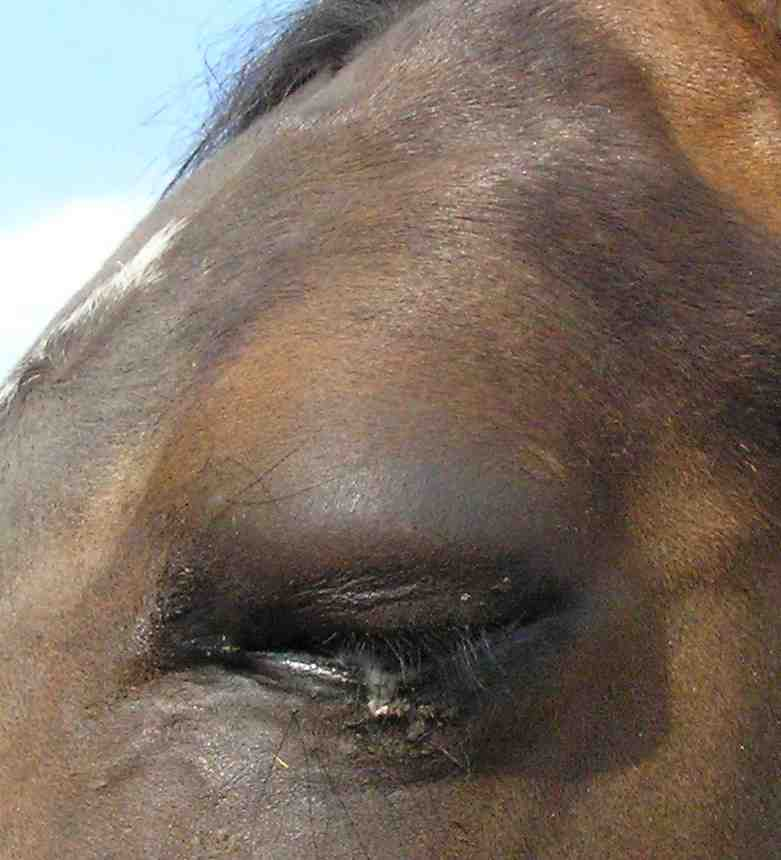
Любые травмы глаз, такие как эта отёчность, требуют немедленного внимания ветеринара.

Любая травма глаза потенциально серьезна и требует немедленной ветеринарной помощи. Клинические признаки травмы или заболевания включают отёк, гиперемию и патологические выделения. Без лечения даже относительно незначительные травмы глаз могут привести к осложнениям, в результате которых возможна слепота. Травмы и заболевания глаз включают:
- Истирание роговицы
- Язва роговицы
- Кератит
- Конъюнктивит
- Увеит, включая рецидивирующий увеит и периодическую офтальмию. Спонтанный рецидивирующий увеит лошадей возникает у 10—15 % лошадей, тогда как лошади породы аппалуза подвержены восьмикратному риску[23].
- Habronema
- Сухой кератоконъюнктивит